# Pseudaletia australis
Pseudaletia australis là một loài bướm đêm trong họ Noctuidae.